# Томкин, Максим Андреевич
Макси́м Андре́евич То́мкин (14 марта 1992, Ташкент, Узбекистан) — российский хоккеист, защитник.

## Статистика

### Регулярный сезон
| Сезон                                                      | Команда                | Лига | Игры | Голы | Пасы | Очки | +\- | Штр |
| ---------------------------------------------------------- | ---------------------- | ---- | ---- | ---- | ---- | ---- | --- | --- |
| Чемпионат России. Первая лига. Регион «Поволжье».2008—2009 | Ладья (хоккейный клуб) |      | 25   | 0    | 1    | 1    |     | 20  |
| 2009—2010                                                  | Ладья (хоккейный клуб) | МХЛ  | 43   | 3    | 4    | 7    | -23 | 40  |
| 2010—2011                                                  | Шериф (хоккейный клуб) | МХЛ  | 28   | 1    | 2    | 3    | -5  | 45  |
| 2011—2012                                                  | Динамо (Балашиха)      | ВХЛ  | 11   | 0    | 0    | 0    | -1  | 8   |
| 2011—2012                                                  | ХК МВД(Балашиха)       | МХЛ  | 11   | 0    | 0    | 0    | -1  | 8   |
| 2012—2013                                                  | Динамо (Балашиха)      | ВХЛ  | 47   | 2    | 2    | 4    | -1  | 44  |
| 2012—2013                                                  | ХК МВД(Балашиха)       | МХЛ  | 26   | 2    | 5    | 7    | 2   | 44  |

### Плей-офф
| Сезон             | Команда           | Игры | Голы | Пасы | Очки | +\- | Штр |
| ----------------- | ----------------- | ---- | ---- | ---- | ---- | --- | --- |
| МХЛ-2012.Плей-офф | ХК МВД(Балашиха)  | 10   | 1    | 0    | 1    | -3  | 4   |
| ВХЛ-2013.Плей-офф | Динамо (Балашиха) | 1    | 0    | 0    | 0    | -1  | 2   |
| МХЛ-2013.Плей-офф | ХК МВД(Балашиха)  | 14   | 2    | 1    | 3    | 3   | 33  |